# Textilera Ariguanabo
Текстильный комбинат "Аригуанабо" (исп. Textilera Ariguanabo) — промышленное предприятие в городе Баута в провинции Артемиса в западной части острова Куба.

## История
Начавшийся в 1929 году всемирный экономический кризис осложнил положение в промышленности США, ряд текстильных предприятий были признаны банкротами и их имущество (в том числе, производственное оборудование) распродавалось по низким ценам. В результате, в 1931 году в городе Баута была открыта текстильная фабрика, на которой было установлено прядильное, ткацкое и красильное оборудование из США. Изначально это было небольшое предприятие с 30 единицами оборудования и 50 работниками, работавшее на импортном сырье (краски и пряжа поставлялись из США).
После начала второй мировой войны в сентябре 1939 года торгово-экономические отношения с Европой оказались затруднены, влияние европейских стран на Кубу стало снижаться (а влияние США — увеличиваться). Положение в экономике страны ухудшилось, в 1944 году на фабрике произошла крупнейшая по масштабам забастовка. 
В 1948 году рабочие фабрики начали новую забастовку и на протяжении трёх дней удерживали контроль над предприятием, однако затем забастовка была подавлена, а многие её участники были арестованы и приговорены к тюремному заключению.
После победы Кубинской революции в январе 1959 года США прекратили сотрудничество с правительством Ф. Кастро и стремились воспрепятствовать получению Кубой помощи из других источников. Власти США ввели санкции против Кубы. После этого, 6 августа 1960 года правительство Кубы национализировало ряд промышленных предприятий (в том числе, фабрику "Textilera Ariguanabo S.A.", владельцем которой являлся гражданин США Burke Hedges). 
10 октября 1960 года правительство США установило полное эмбарго на поставки Кубе любых товаров (за исключением продуктов питания и медикаментов).
После высадки подготовленной США "бригады 2506" 14 апреля 1961 года на побережье Кубы в районе Плайя-Хирон из рабочих предприятия был сформирован 120-й батальон ополчения, бойцы которого приняли участие в боевых действиях по разгрому сил вторжения.
В 1970 году на этом предприятии было изготовлено 25 млн. метров тканей. В дальнейшем, в 1971-1972 гг. предприятие было реконструировано, расширено и преобразовано в текстильный комбинат. Здесь были установлены и введены в эксплуатацию около 200 новых советских станков (в освоении которых кубинским рабочим оказали помощь советские специалисты). 12 июля 1972 года Куба вступила в Совет экономической взаимопомощи, и правительством Кубы была принята комплексная программа социалистической экономической интеграции, в соответствии с которой в стране началось внедрение стандартов стран СЭВ. 
В целом, в 1970е - 1980е годы комбинат являлся крупнейшим предприятием текстильной промышленности Кубы (в 1977 году численность работников предприятия составляла 3,7 тыс. человек), основной продукцией являлись хлопчатобумажные ткани.
Распад СССР и последовавшее разрушение торгово-экономических и технических связей привело к ухудшению состояния экономики Кубы в период после 1991 года. Правительством Кубы был принят пакет антикризисных реформ, введён режим экономии.
В октябре 1992 года США ужесточили экономическую блокаду Кубы и ввели новые санкции (Cuban Democracy Act). 12 марта 1996 года конгресс США принял закон Хелмса-Бёртона, предусматривающий дополнительные санкции против иностранных компаний, торгующих с Кубой. Судам, перевозящим продукцию из Кубы или на Кубу, было запрещено заходить в порты США.
В сложившихся условиях активизировалась производственная кооперация Кубы с КНР (откуда импортируется искусственное волокно, красители и иное сырьё для кубинской текстильной промышленности). Для производства хлопчатобумажных тканей Куба по-прежнему импортирует хлопок на сумму около 10 млн. долларов в год (в основном из Индии, Турции и КНР).
По состоянию на 2006 год, текстильный комбинат "Аригуанабо" входил в число крупнейших предприятий столичного экономического района (к этому времени, в связи с расширением границ города Гавана комбинат оказался на окраине столицы).